# Hors de combat
Hors de combat（фр.: [ɔʁ də kɔ̃ba]；укр. покинути бойові дії）це право війни термін з французької мови. Використовується для позначення людини, яка не може виконувати бойові обов'язки під час війни. До прикладів належать люди, які стрибають з парашутом зі збитого літака, вцілілі з затонулого корабля, особи, які не можуть воювати через хворобу або травму, затримані та інші, які більше не беруть участь у ворожих діях.
Згідно з Женевською конвенцією 1949 року, ворожий бойовик після стану Hors de combat автоматично стає небойовиком і, таким чином, отримує статус особи, що охороняється. Однак подальше ставлення до них може відрізнятися залежно від їх статусу: Для законних бойовиків вони отримують статус військовополоненого (POW) і не можуть бути звинувачені лише за участь у ворожих діях.
В той час як для незаконних бойовиків (наприклад, найманців, шпигунів, які не носять форму своєї сторони і не є жителями окупованої території), вони не отримують статусу військовополонених і відповідних привілеїв. Таких осіб можуть звинуватити, засудити і, можливо, покарати, включаючи смертну кару, за скоєні ними злочини.
Ι-й Додатковий протокол до Женевських конвенцій визначає правила для Hors de combat наступним чином：

Наступні особи вважаються особами, що втратили бойову спроможність:

(а) особи, що перебувають під владою ворога;

(б) особи, які явно виявляють намір здатися;

(в) особи, які через поранення або хворобу втратили свідомість або опинилися в іншому нездатному до самооборони стані;

але в будь-якому з вищезазначених випадків вони не повинні займатися будь-якою ворожою діяльністю та не намагатися втекти.